# Mario Berti
Mario Berti (ur. 3 lutego 1881 w La Spezia, zm. w 1964 tamże) – włoski wojskowy, generał, żołnierz obu wojen światowych, hiszpańskiej wojny domowej oraz wojny w Etiopii. Najbardziej znany z dowodzenia włoską 10 Armią w czasie włoskiej inwazji na Egipt w 1940 r.

## Życiorys
Urodził się w La Spezia 3 lutego 1881 r. w zamożnej rodzinie z klasy średniej. Jego ojciec, pochodzący z Pistoi, został nagrodzony ziemią w La Spezia po Risorgimento. Berti nigdy się nie ożenił i nie miał dzieci, ale posiadał dwóch bratanków i siostrzenicę, jego jedynych spadkobierców.

### I wojna światowa
Na początku działań wojennych na froncie włoskim I wojny światowej Berti stacjonował w Libii, ale w marcu 1916 r. został przydzielony do sztabu 1 Armii, stacjonującej w Trydencie. Brał udział w bitwie pod Asiago i awansował do stopnia podpułkownika za nadzwyczajne zasługi bojowe ze starszeństwem od 31 maja 1917 r., a następnie uczestniczył w wyparciu wojsk austriackich z Trydentu w 1918 r. Został odznaczony Srebrnym Medalem za Męstwo Wojskowe oraz brytyjskim Orderem Wybitnej Służby przypiętym do piersi osobiście przez Winstona Churchilla. W bardzo młodym wieku został awansowany do stopnia pułkownika i odznaczony Krzyżem Kawalerskim Wojskowego Orderu Sabaudzkiego.

### Hiszpania
Awansowany na generała brygady 14 listopada 1932 r., od następnego roku był dowódcą artylerii korpuśnej w Turynie, a następnie kolejno 9 Dywizji Piechoty „Pasubio” i 3 Dywizji Szybkiej „Principe Amedeo Duca d’Aosta”. Po wybuchu hiszpańskiej wojny domowej był zastępcą dowódcy Corpo Truppe Volontarie, zastępując na tym stanowisku gen. Ettore Bastico po zakończeniu bitwy o Santander w 1937 r. W tym czasie miał być awansowany na generała armii, ale włoski przywódca Benito Mussolini, odkrywszy, że Berti był kawalerem, wycofał postanowienie z następującą motywacją: „Jaki to generał, co nie dba o swoje życie osobiste?”.
Po zakończeniu bitwy o Aragonię został jednak ostatecznie awansowany na generała armii za zasługi wojenne ze starszeństwem od 25 kwietnia 1938 r. Został odznaczony Krzyżem Oficerskim Orderu Sabaudzkiego i pozostawił dowództwo Corpo Truppe Volontarie nowo minowanemu generałowi Gastone Gambara, a sam powrócił do Włoch. W latach 1939–1940 dowodził XV Korpusem Armijnym. Świadom, że zaangażowanie Włoch w wojnę hiszpańską wyczerpało dostępne zasoby wojenne, czyniąc kraj niezdatnym do prowadzenia wojny z Wielką Brytanią i Francją, został usunięty z Ministerstwa Wojny i wysłany do Libii, uważanej wtedy za sektor drugiej kategorii.

### II wojna światowa
Kiedy Włochy przystąpiły do II wojny światowej 10 czerwca 1940 r., Berti przebywał w Afryce Północnej i objął dowództwo nad 10 Armią rozmieszczonej wzdłuż granicy z Egiptem, zastępując gen. Francesco Guidiego.
Pod jego dowództwem 10 Armia przeprowadziła inwazję na Egipt, wbijając się na około 100 km w głąb terytorium wroga do Sidi Barrani. Z przyczyn logistycznych dalsze natarcie musiało zostać wstrzymane. Berto rozmieścił swoje wysunięte jednostki w szeregu ufortyfikowanych, oddalonych od siebie pozycji.
Kiedy 9 grudnia na włoski pozycje w Egipcie spadł brytyjski kontratak w ramach operacji Compass, Berti był na urlopie we Włoszech z powodu choroby i wrócił do Libii dopiero 14 grudnia, ale z powodu dramatycznej sytuacji na froncie został zwolniony z dowodzenia 10 Armią 23 grudnia i zastąpiony rozkazem marszałka Włoch Rodolfo Grazianiego przez gen. Giuseppe Tellera.
Berti odszedł z wojska po podpisaniu zawieszenia broni 8 września 1943 r. i wrócił do swojej willi w La Spezia. Oskarżony o zbrodnie wojenne po zakończeniu wojny, został uniewinniony od wszystkich zarzutów i zmarł w 1964 r.